# 35G busz (Miskolc)
A miskolci 35G jelzésű garázsjárati autóbuszvonal a Szondi György utca, a Lévay József utca és az Avas kilátó között húzódik, amelyet a Miskolc Városi Közlekedési Zrt. üzemeltet.

## Története
Az MVK Zrt. a 2021 májusában bevezetett menetrendjében – melyben szerepet játszott a Covid19-pandémia jelenléte is – megjelentek a 35G jelzésű autóbuszok, a jelenlegivel megegyező útvonalon. Ekkortájt még az autóbuszgarázsból induló járatok száma csekély volt, ellenben az Avasról az egész délután jellemzően óránként indítás történt a telepre.
A jelenben a Szondi György utca és az Avas kilátó kapcsolatát (különböző útvonalakon) időrendi sorrendben először a 900-as jelzésű éjszakai körjárat, majd a 935-ös jelzésű éjszakai helyijárat, aztán a 35G-s és 35-ös buszok keveréke adja.

## Útvonala
| Szondi György utca – Avas kilátó | Avas kilátó – Szondi György utca |
| --- | --- |
| Szondi György utca ➝ Üteg utca ➝ Baross Gábor út ➝ Bajcsy-Zsilinszky út ➝ Soltész-Nagy Kálmán utca ➝ ➝ Ifjúság útja ➝ Fényi Gyula tér ➝ Klapka György utca Pattantyús-Ábrahám Géza utca ➝ Avas kilátó | Avas kilátó ➝ Pattantyús-Ábrahám Géza utca ➝ Klapka György utca ➝ Fényi Gyula tér ➝ Ifjúság útja ➝ ➝ Soltész-Nagy Kálmán utca ➝ Bajcsy-Zsilinszky út ➝ Baross Gábor út ➝ Üteg utca ➝ Szondi György utca |

## Közlekedése
Indításai a hét minden napján történnek,
- a Szondi György utca irányából hétköznap 19-22, hétvégén 9 indítás hajnalban és reggelente;
- az Avas kilátó irányából hétköznap 6-7, hétvégén 3 indítás történik főként délután és az este (hétköznap egészen késő estig) folyamán.

### Járművek
Az autóbuszvonalon egyaránt megfordulnak az MAN típusú Lion's City szóló és csuklós járművek, olykor 2006-os évjáratú Neoplan Centroliner autóbuszok is. A munkanapi reggelek egyik kiemelt fontosságú autóbuszvonalát, az Avast és a Belvárost összekötő 35-ös buszvonal kocsijainak legtöbbje innen érkezik.

## Megállóhelyei
| 0  | Szondi György utca végállomás    | 0.0 km | 0  | 1G, 7, 12G, 14G, 21G, 101B, 900, 935, Auchan 1 3706, 3710, 3712, 3715, 3716, 3717, 3718, 3719, 3720, 3721, 3722, 3723, 3724, 3726, 3727, 3728, 3729, 3730, 3731, 3733, 3734, 3735, 3736, 3737 |
| ∫  | Üteg utca (↑)                    | ∫      | ∫  | 1G, 7, 8, 12G, 14G, 21G, 32G, 34G, 101B, 900, 901, 935 3724 |
| 1  | Selyemrét                        | 0.8 km | 2  | 1, 1G, 1VP, 3, 7, 12G, 14G, 21, 21G, 30, 31, 32G, 34G, 900, 901, 935, Auchan 1 3706, 3724, 3726, 3738, 3751, 3752 1, 1A, 2                                                                    |
| 2  | Vízügyi Igazgatóság              | 1.8 km | 4  | 3A, 4, 14G, 21, 21G, 30, 31, 101B, 901, Auchan 1 |
| 3  | Lévay József utca                | 2.3 km | 6  | 4, 30, 31, 32, 45 1369, 1370, 1381 3738, 3739, 3740, 3741, 3742, 3743, 3744, 3745, 3746, 3747, 3748, 3749, 3750, 3751, 3752, 4019                                                             |
| 4  | Petneházy utca                   | 3.2 km | 8  | 4, 32, 45 |
| 5  | Kazinczy Ferenc Általános Iskola | 4.1 km | 11 | 31, 900 |
| 6  | Szabadság utca                   | 4.4 km | 12 | 31, 900 |
| 7  | Ifjúság útja                     | 5.2 km | 13 | 29, 30, 31, 32, 34, 35, 36, 39, 900, 935, Auchan 2 |
| 8  | Mednyánszky utca                 | 5.6 km | 14 | 29, 30, 31, 32, 34, 35, 36, 39, 900, 935, Auchan 2 |
| 9  | Hajós Alfréd utca                | 6.0 km | 15 | 29, 30, 31, 32, 34, 35, 36, 39, 900, 935, Auchan 2 |
| 10 | Leszih Andor utca                | 6.3 km | 16 | 29, 30, 31, 32, 34, 35, 36, 39, 900, 935, Auchan 2 |
| 11 | Avas kilátó végállomás           | 6.6 km | 18 | 29, 30, 31, 32, 34, 35, 36, 39, 900, 935, Auchan 2 |